# 枫香树属
枫香树属（学名：Liquidambar）是虎耳草目枫香科下的一属，以前也被分到金缕梅科。
枫香树属主要生长于气候温暖地带。大型落叶乔木，树干挺直，高度可达25-40米。叶掌状开裂，螺旋着生，叶子在秋天变红。花小，直径1-2厘米，球状花序着生于3-7厘米长的梗上。果实直径2-4厘米，未成熟时呈绿色，成熟后为棕色多刺的木质结构，内含多粒种子，通过果实上的小孔散放。全树含有芳香的揮發油，因而得名。
枫香树属因其外形类似枫树，常被混淆。但枫树在植物学上属于楓香科，没有香味，而且二者的种子形状完全不同。

## 本属物种

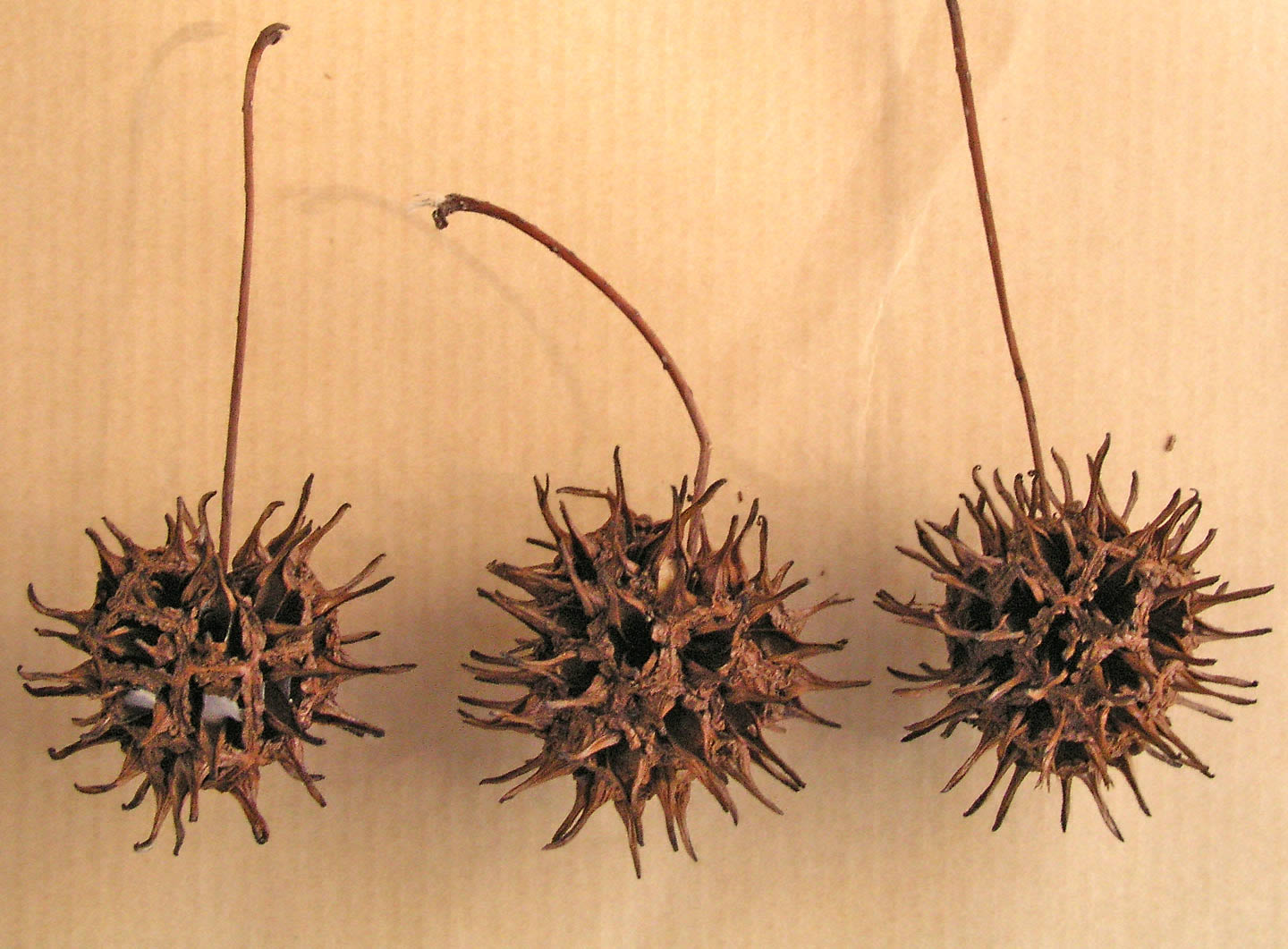
成熟的北美枫香树种子

- 缺萼枫香树（Liquidambar acalycina），分布于中国华北以南地区。
- 枫香树（Liquidambar formosana），分布于华北以南、台湾、老挝，越南北部地区。
- 蘇合香樹（Liquidambar orientalis），分布于土耳其西南部和希腊的罗得岛地区。
- 北美枫香树（Liquidambar styraciflua），分布于北美洲东部，从纽约州到墨西哥东部以及危地馬拉。

## 用途
枫香树属的树木因其外形美观和树叶变红，可作为行道树，并有很高的观赏价值。另外其木材可做建筑、木工材料。
树脂有香气，可用来调配香料。枫香树的树脂称为“白胶香”，苏合香树的树脂称为“苏合香”。
枫香树的果实又称枫实、枫香果、枫球子、路路通，中医认为其味苦性平，用来治疗湿热肿毒等症状。

## 外部連結
- 更詳細的楓香介紹 （页面存档备份，存于）
- 楓也瘋狂-台灣的楓樹 （页面存档备份，存于）
- 楓香樹, Fengxiangshu （页面存档备份，存于） 藥用植物圖像數據庫 (香港浸會大學中醫藥學院) （繁體中文）（英文）